# Đại bi (thực vật)
Đại bi hay từ bi xanh (danh pháp hai phần: Blumea balsamifera) là loài thực vật có hoa thuộc chi Đại bi (Blumea), họ Cúc (Asteraceae). Cây được dùng làm thuốc, lấy tinh dầu và làm hoa khô trang trí.

Tinh dầu đại bi thu được từ lá, chủ yếu chứa camphor và limonen, ngoài ra còn có vết borneol, saponin, sesquiterpene và tannin.

## Hình ảnh

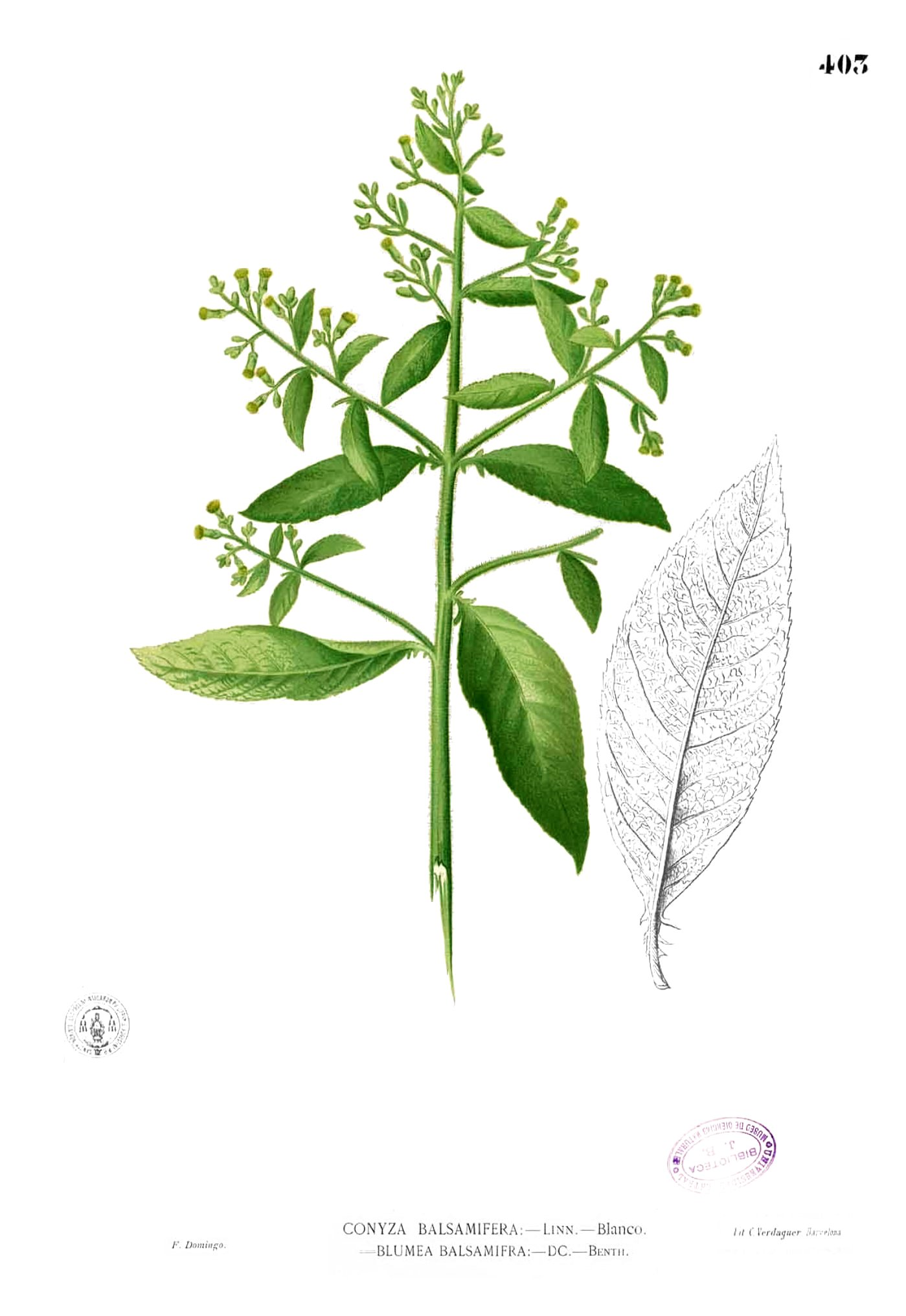
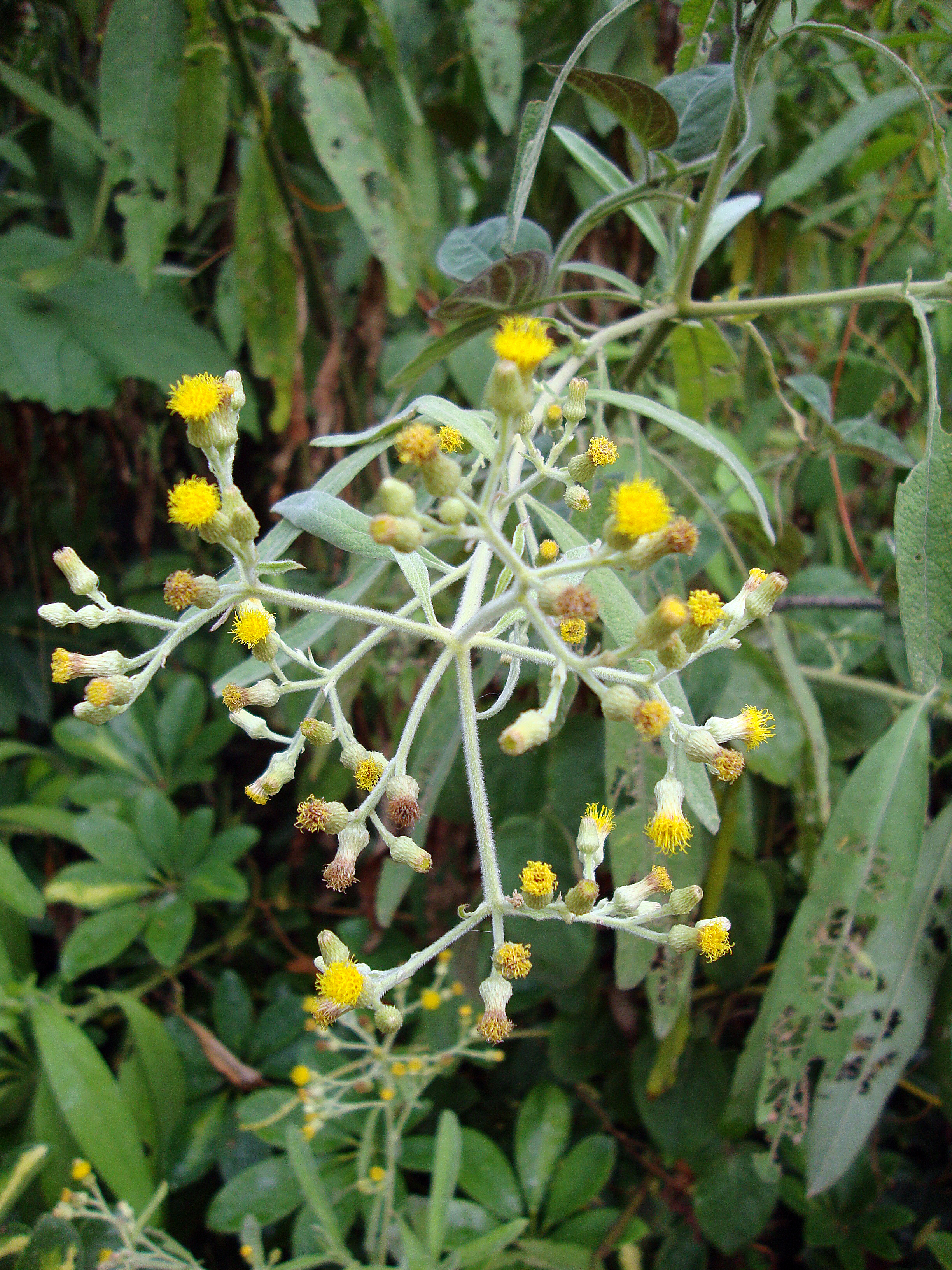
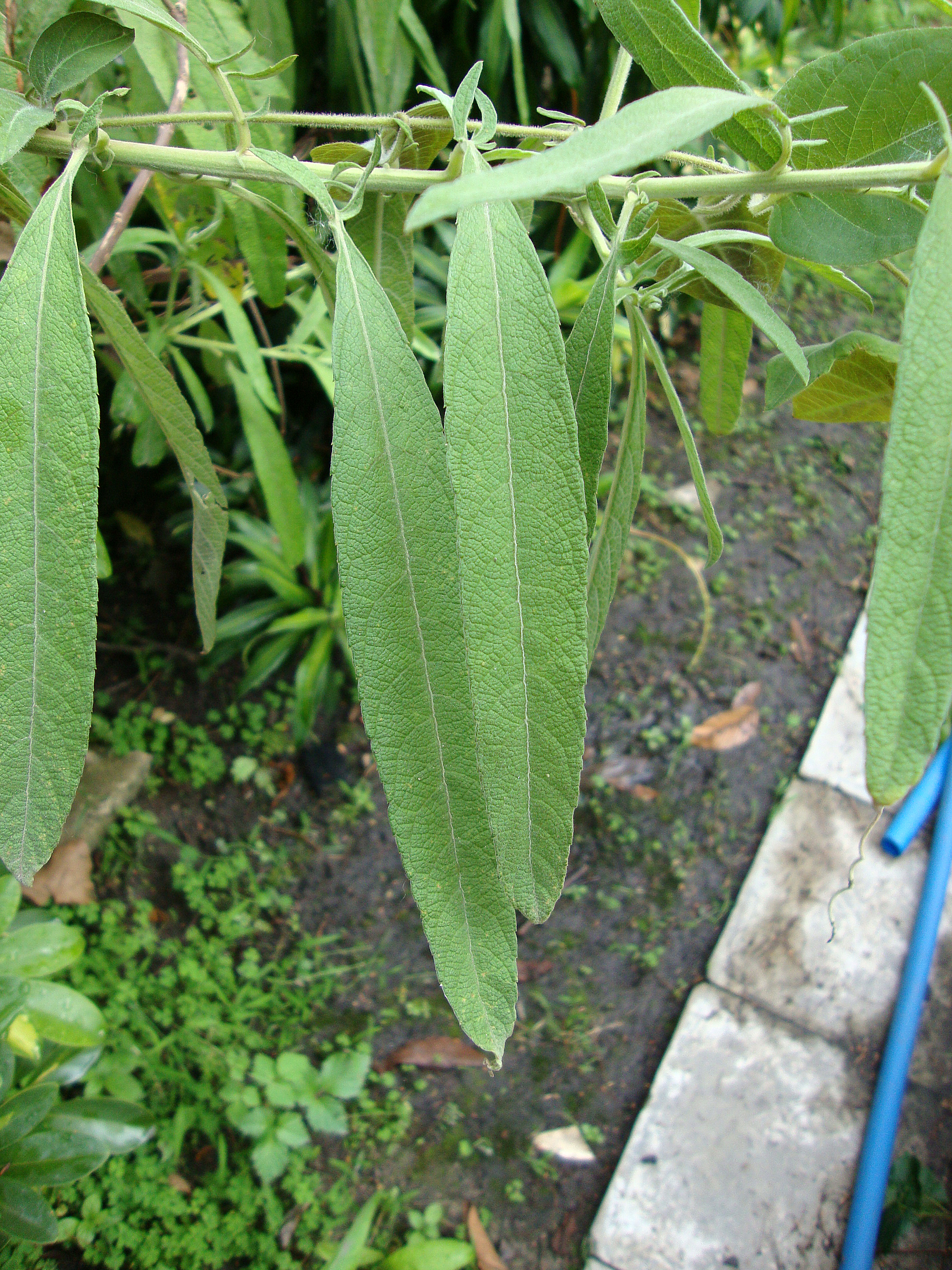
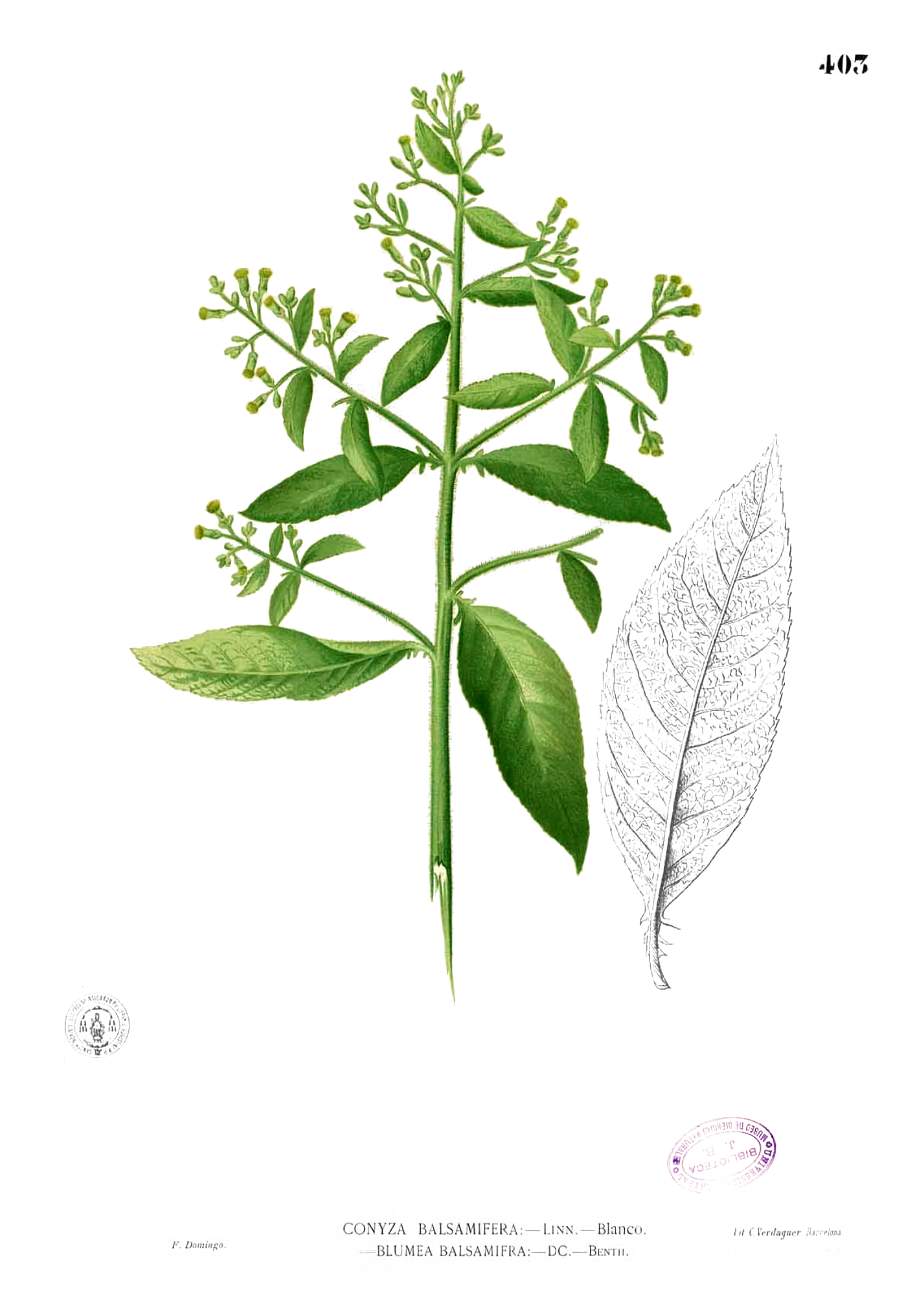

## Mô tả thực vật
Đại bi là một cây nhỏ, cao từ 1–2 m, thân có khía rãnh phân cành ở ngọn. Lá mọc so le, phiến lá hình bầu dục, dài 8–30 cm, rộng 3–6 cm, gân lá chằng chịt thành mạng lưới rất rõ ở hai mặt lá, mặt trên có màu lục sẫm có ít lông, mặt dưới có màu trắng nhạt và có lông nhạt. Mép lá gần như nguyên hay xẻ thành răng cưa và ở gốc lá thường có 2, 4 hay 6 thùy nhỏ do phiến lá dưới bị xẻ quá sâu. Vò lá ta sẽ thấy mùi thơm dễ chịu của băng phiến. Cụm hoa gồm nhiều đầu màu vàng, trên hoa có nhiều lông tơ, họp thành ngù ở kẽ lá và đầu cành, đầu có đường kính 8–10 mm, có cuống ngắn, lá bắc xếp thành nhiều hàng, không đều nhau, trong đầu có nhiều hoa cái ở xung quanh, phần giữa là hoa lưỡng tính, mào lông có màu gỉ sắt, tràng hoa cái hình ống có 3 răng, tràng hoa lưỡng tính gần như có hình trụ, 5 răng, 5 nhị, bầu hình trụ, hơi có lông Quả bế, có chùm lông ở đỉnh. Toàn cây có lông trắng mềm và thơm như long não. Mùa hoa quả vào tháng 3-5.

## Phân bố sinh thái
Cây đại bi phân bố ở nhiều nước như Trung Quốc, Việt Nam và các nước nhiệt đới Nam Á, từ Ấn Độ qua Malaysia, Inđônêxia, Philippin… Ở nước ta cây mọc hoang khắp nơi ở trung du, đồng bằng, thường gặp ven đường, quanh làng, trên các đồng cỏ... Cây đại bi thường mọc ở những đồi núi đã phát quang có nhiều ánh sáng, không thấy trong rừng sâu, thường mọc thành bãi khá rộng, vì chưa có sự khai thác nên chưa thống kê được trữ lượng.

## Tính vị và công năng
Ở Việt Nam theo kinh nghiệm dân gian, cây đại bi được dùng để chữa trị rất nhiều bệnh: cảm cúm, ho, viêm họng, long đờm, sổ mũi, đau răng, chân răng loét, đau ngực, đau bụng, đau dạ dày, trị co thắt, sản hậu, đau lưng, đau bụng sau khi sinh, đau bụng kinh, cảm mạo, đau dạ dày, đầy bụng chứng khó tiêu, tiêu chảy, dùng ngoài chữa vết thương, chấn thương, chữa đinh nhọt, viêm mủ da, ngứa da, tan máu bầm, chữa ngất hôn mê... Lá cây đại bi có tính kháng khuẩn, chống nấm, giải nhiệt, hạ sốt và làm giảm đau. Ngoài ra thuốc đắp từ lá cây đại bi giã nhỏ còn được dùng để điều trị bệnh trĩ. Giã nhỏ lá cây, trộn chung với rượu còn được dùng để xoa bóp cho trường hợp đau cơ, đau khớp. Lá cây đại bi còn dùng để tắm cho em bé và phụ nữ sau khi sinh. Nước sắc từ lá và rễ dùng để giảm sốt và đau dạ dày. Ở Ấn Độ, người ta dùng đại bi làm thuốc chữa trạng thái tâm thần bị kích thích, chữa chứng mất ngủ và bệnh cao huyết áp. Liều dùng 6-12 g lá, 15-30 g rễ hoặc dùng toàn thân sắc uống. Dùng ngoài lấy lá giã hoặc nấu lấy nước tắm có thể làm thuốc ngâm rượu để xoa bóp chỗ đau... Ở Philippin, cây đại bi (Sambong) được biết đến như là thuốc lợi tiểu, dùng để điều trị sỏi thận, dùng giảm huyết áp, điều trị tiêu chảy, bệnh lỵ và còn làm thuốc long đờm. Lá của cây đại bi cũng được dùng như trà tại Philippin. Sau đây là một số bài thuốc theo đông y để chữa bệnh bằng cây đại bi:
- Chữa viêm họng mãn tính, viêm amidan: mai hoa phiến 1g, phèn chua phi khô 2,5g, hoàng bá đốt thành than 2,0 g, đăng tâm thảo đốt thành 3,0 g, tất cả tán nhỏ, mỗi lần dùng 3-4 g thổi vào cổ họng.[38] Chữa chứng phong cấm khẩu, hôn mê: mai hoa phiến xát mạnh vào chân răng.
- Chữa ho: lá đại bi 200 g, lá chanh 50 g, rễ cà gai leo 100 g, rễ thủy xương bồ 100 g, củ sả 100 g, trần bì 50 g, tất cả phơi khô, cắt nhỏ nấu với nước 2 lần để được 700 ml dung dịch, lọc, rồi thêm 300 ml xi rô để được 1 lít cao. Ngày uống 40 ml, chia làm 2 lần.
- Chữa cảm ngất không tỉnh, phong thấp hoặc bị thương đau nhứt, đau bụng lạnh da, đi ngoài: dùng 20-30 g lá sắc uống hoặc dùng tinh dầu mỗi lần uống 6 giọt, uống 3-4 lần.
- Chữa bị thương sưng đau, lở ngứa: dùng lá đại bi nấu nước ngâm rửa chỗ đau và giã nát lá đắp vào chỗ đau.
- Chữa cảm mạo, ho, nóng sốt: dùng 5-12 g lá đại bi nấu nước uống. Có thể nấu nước xông, dùng riêng hay phối hợp với các loại lá khác có tinh dầu. Dùng lá phối hợp với một số dược liệu khác có tinh dầu lá chanh, lá bưởi, lá sả mỗi thứ một nắm. Tất cả cho vào nồi nước đun sôi rồi xông. Khi xông cần ngồi nơi kín gió. Dùng khăn trùm kín cả người và nồi nước xông, hơi nước có chất thơm bốc lên làm ra mồ hôi. Xông xong dùng khăn lau khô hết mồ hôi, bệnh nhân cảm thấy dễ chịu ngay, hoặc chữa ho theo cách sau: lá đại bi 200 g, lá chanh 50 g, rễ cà gai leo 100 g, rễ thủy xương bồ 100 g, củ sả 100g, trần bì 50 g, tất cả phơi khô, cắt nhỏ nấu với nước 2 lần để được 700 ml dung dịch, lọc, rồi thêm 300 ml xi rô để được 1 lít cao. Ngày uống 40 ml, chia làm 2 lần.
- Chữa bệnh đau chân răng thối loét: mai hoa băng phiến và phèn phi mỗi lượng bằng nhau rắc vào chỗ đau.
- Chữa long đờm: lá đại bi giã nát với lá câu đằng đắp.
- Chữa đau bụng kinh: dùng rễ đại bi 30 g, ích mẫu 15 g sắc uống.
- Chữa ghẻ: lá đại bi tươi và lá hồng bì dại, mỗi thứ một nắm, rửa sạch, giã nát lấy nước đặc bôi.
- Chữa cảm cúm, nhức đầu: lá quýt và những loại lá thơm khác như sả, cúc tần, đại bi, hương nhu, lá bưởi, lá chanh..., đun nước uống và xông cho ra mồ hôi.
- Chữa cảm cúm bằng cách xông, nồi nước xông gồm: lá tre, lá bưởi, lá sả, cúc tần, hương nhu mỗi thứ 20 g, tỏi 2-3 nhánh, đập giập. Tùy theo hoàn cảnh sẵn có của từng nơi, có thể thay thế bằng nhiều loại lá thơm khác như bạc hà, chanh, tràm, bạch đàn, đại bi, long não. Tất cả nấu với nước đến sôi, rồi xông từ từ cho hơi nước tỏa khắp thân thể cho ra mồ hôi trong 5-10 phút. Nằm nghỉ, đắp chăn tránh gió lạnh.
- Chữa thấp khớp: đại bi (thân, rễ) khô 20 g, ké đầu ngựa 10 g, bạch chỉ 20 g, thiên niên kiện 20 g: sắc uống ngày 1 thang.